# Leonid Kolumbet
Leonid Fedorovych Kolumbet (em russo:  Леонід Федорович Колумбет; nascido em 14 de outubro de 1937 — 2 de maio de 1983) foi um ciclista soviético.
Irmão de Mykola Kolumbet.

## Carreira olímpica
Competiu pela União Soviética em duas edições dos Jogos Olímpicos (Roma 1960 e Tóquio 1964), conquistando uma medalha de bronze em 1960, competindo na prova de perseguição por equipes.